# Leendert Jan Vis
Leendert Jan Vis (Lunteren, 1955) is een Nederlandse illustrator en schrijver die onder meer ansichtkaarten en kinderboekjes maakt. Zijn creaties zijn antropomorfe dieren met een eigen karakter. Zijn ansichtkaarten worden vertaald en ook in het buitenland gepubliceerd.
Leendert Jan Vis is de zevende uit een gezin van negen kinderen. Oorspronkelijk was hij opgeleid tot elektrotechnicus en na zijn HTS-opleiding oefende hij dit beroep enige tijd uit. In het tekenen schoolde hij zich via de avondkunstacademie, waarbij Dik Bruynesteyn een groot inspirator was.
Ook tekenende hij in opdracht. Zo illustreerde hij het boekje "Floris heeft een plan" voor NOG Verzekeringen.